# 赵王河 (涡河)
赵王河，位于河南省东部和安徽省西北部，是涡河左岸一条支流，主源白沟河发源于河南省鹿邑县西北玄武镇时口村，汇涡河南岸区间水后，东南流经邱集乡、鹿辛运河、生铁冢镇，自观堂镇北转向东，于王皮溜镇西左汇东源八里河，两源汇流后始称“赵王河”。赵王河向东经王皮溜镇北，东过李楼闸后进入安徽省亳州市谯城区，东南流经十河镇、赵桥乡、大杨镇，最后于亳州市东南城父镇百尺河村注入涡河。全长70公里，流域面积860平方公里。今赵王河在河南境内细如沟渠，安徽境内河段较宽阔。沿岸非法采砂和排污较为严重。